# Liocranoeca
Liocranoeca là một chi nhện trong họ Liocranidae.